# Либертас България
Либертас България (ЛБ) е политическа партия в България, част от общоевропейското политическо движение „Либертас“.
Тя е създадена на 22 март 2009 г. и регистрирана от съда на 21 май 2009 г. (Държавен вестник бр.44 от 12 юни 2009 г.).

## Председатели на Либертас България
Най-високата длъжност в йерархията на Либертас България е „председател на Националния съвет (НС)“. Тази длъжност са заемали:
- Христо Атанасов (от 2009)

## Участие в избори
Първите избори, които се провеждат след регистрацията на партията е частичният избор на кмет на София на 15 ноември 2009 г. „Либертас България“ участва в него, като издигна председателят си.